# Paquita Rico
Francisca Rico Martinez, detta Paquita (Siviglia, 13 ottobre 1929 – Siviglia, 9 luglio 2017), è stata un'attrice e cantante spagnola.

## Biografia
Nasce nel quartiere popolare di Triana, grazie ad un concorso radiofonico debutta giovanissima come ballerina a fianco della concittadina Carmen Sevilla.
Grazie al regista Florián Rey fa il suo ingresso nel mondo del cinema nel 1948 con il film Brindis a Manolete che le danno una immediata popolarità che le permette di spaziare dal dramma alla commedia e anche di cantare.
Negli anni cinquanta è considerata tra le stelle più grandi del cinema spagnolo, raggiunge l'apice nel 1958 quando interpreta nel film ¿Dónde vas Alfonso XII? la sfortunata regina Mercedes d'Orléans, amatissima moglie del re 
Alfonso XII prematuramente scomparsa.
Nel 1960 canta e recita ne El balcon de la luna una produzione molto particolare dato che riuniva le sue principali rivali artistiche Carmen Sevilla e Lola Flores. Tutte erano in grado di cantare e ballare oltre che recitare e solitamente figuravano come interpreti principali in pellicole pensate esclusivamente a mettere in risalto le loro doti. Il film però non ottenne il successo sperato.
Ha modo di partecipare ad alcune coproduzioni internazionali, anche in Italia, ma senza un seguito importante.
Negli anni sessanta dirada le sue apparizioni cinematografiche, forse per dedicarsi al marito il torero Juan Ordóñez Araújo di cui rimane presto vedova ma in seguito decide di abbandonare le scene.

## Filmografia
- Brindis a Manolete, regia di Florian Rey (1948)
- ¡Olé torero!, regia di Benito Perojo (1949)
- Rumbo, regia di Ramón Torrado (1950)
- La vergine gitana (La virgen gitana), regia di Ramón Torrado (1951)
- María Morena, regia di José María Forqué e Pedro Lazaga (1951)
- Luna de sangre, regia di Francisco Rovira Beleta (1952)
- La alegre caravana, regia di Ramón Torrado (1953)
- La moza de cántaro, regia di Florian Rey (1954)
- El duende de Jerez, regia di Daniel Mangrané (1954)
- Malvaloca, regia di Ramón Torrado (1954)
- Prisionera del pasado, regia di Tito Davison (1954)
- Suspiros de Triana, regia di Ramón Torrado (1955)
- Lo scapolo, regia di Antonio Pietrangeli (1955)
- Curra Veleta, regia di Ramón Torrado (1956)
- Una spada per due cuori, regia di Antonio Román (1956)
- À la Jamaïque, regia di André Berthomieu (1957)
- Le lavandaie del Portogallo (Les lavandières du Portugal), regia di Pierre Gaspard-Huit e Ramón Torrado (1957)
- ¡Viva lo imposible!, regia di Rafael Gil (1958)
- La tirana, regia di Juan de Orduña (1958)
- ¿Dónde vas, Alfonso XII?, regia di Luis César Amadori (1959)
- S.O.S., abuelita, regia di León Klimovsky (1959)
- Ventolera, regia di Luis Marquina (1962)
- La viudita naviera, regia di Luis Marquina (1962)
- Historia de una noche, regia di Luis Saslavsky (1962)
- I fuorilegge della valle solitaria (Tierra brutal), regia di Michael Carreras (1961)
- El balcón de la Luna, regia di Luis Saslavzky (1962)
- Le tardone, episodio "Canto flamenco", regia di Marino Girolami e Javier Setó (1964)
- Sábado 64 - serie TV, 1 episodio (1965)
- El taxi de los conflictos, regia di Antonio Ozores e José Luis Sáenz de Heredia (1969)
- Viva/muera Don Juan Tenorio, regia di Tomás Aznar (1977)
- Los mitos - serie TV, 1 episodio (1979)
- El Cid cabreador, regia di Angelino Fons (1983)
- Hostal Royal Manzanares - serie TV, 1 episodio (1997)
- Manos a la obra - serie TV, 1 episodio (1998)